# Glasspiel
Il glasspiel, comunemente chiamato bicchieri musicali, o canterini, è uno strumento musicale idiofono a frizione.

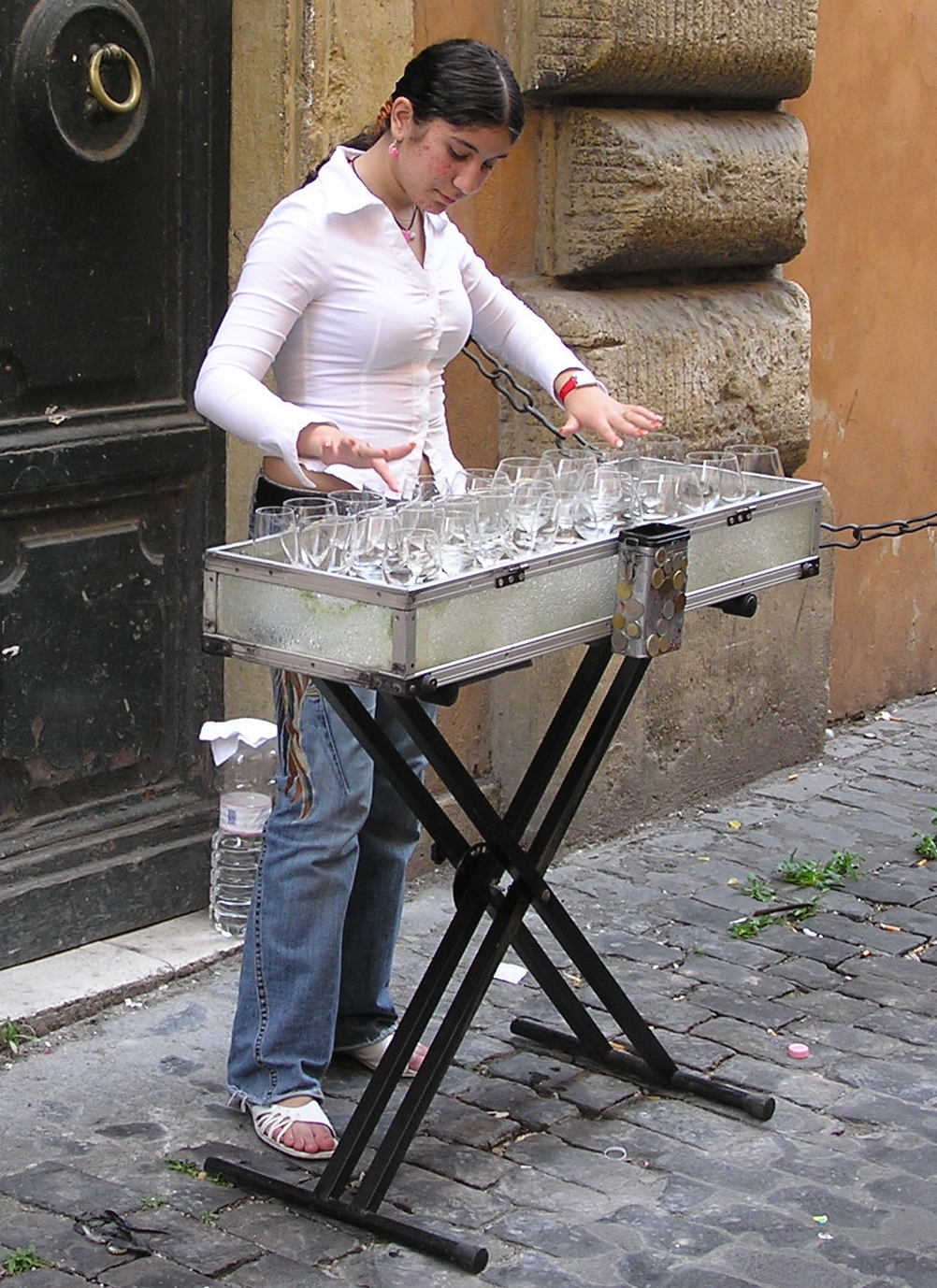
Un'artista di strada si esibisce per le vie di Roma.

## Funzionamento
È costituito da una serie di bicchieri o tazze di vetro di diversa dimensione e riempiti di acqua in diversa misura, in modo da ottenere suoni di diversa tonalità. L'esecutore sfrega, dopo averle inumidite, le dita sull'orlo dei bicchieri per produrre il suono.

## Storia
Prima del XVIII secolo i bicchieri musicali non erano considerati un vero strumento musicale, casomai un curioso gioco para-scientifico o un oggetto di studio sull'acustica. In particolare, si interessò del suono che i bicchieri possono produrre Galileo Galilei, che ne scrisse nei propri Discorsi intorno a due nuove scienze.
Il glasspiel fu particolarmente popolare in Inghilterra e in Boemia prima che Benjamin Franklin inventasse, nel 1762, la glassarmonica.
L'apparato è spesso utilizzato per esibizioni all'aperto e nelle vie delle città da artisti di strada.